# Uderzenie koniuszkowe serca
Uderzenie koniuszkowe – termin medyczny, określający występowanie pulsowania w okolicy przedsercowej w trakcie badania palpacyjnego (dotykiem) tej okolicy. Powstaje wskutek uderzenia części lewej komory o ścianę klatki piersiowej, powstałe w trakcie jej skurczu, podczas którego dochodzi do obniżenia podstawy serca oraz rotacji i przesunięciu koniuszka serca.
Fizjologicznie jest wyczuwalne w V lub VI przestrzeni międzyżebrowej w linii środkowo-obojczykowej lewej (linii przeprowadzonej w kierunku dolnym przez środek obojczyka).
U osób z dekstrokardią zazwyczaj znajduje się w prawej linii środkowo-obojczykowej na tej samej wysokości.

## Patologia
W różnych stanach patologii cechy uderzenia koniuszkowego ulegają zmianie i stanowią użyteczny klinicznie objaw:
- przesunięcie uderzenia koniuszkowego
  - w lewo: w nieprawidłowościach budowy klatki piersiowej, w przeroście i powiększeniu lewej komory, w powiększeniu prawej komory, w prawostronnej odmie opłucnowej
  - w prawo: w odmie opłucnowej lewostronnej
  - w dół: w dużej rozedmie płuc
  - w górę: w ciąży, dużym wodobrzuszu, bębnicy
- zwiększenie amplitudy uderzenia koniuszkowego: w stanach krążenia hiperkinetycznego (nadczynność tarczycy, gorączka, po wysiłku fizycznym)
- tzw. unoszące uderzenie koniuszkowe (o zwiększonej amplitudzie i wydłużonym czasie trwania): w przeroście i przeciążeniu lewej komory, w zawale (rzadko), w niedomykalności zastawki aortalnej
- osłabione uderzenie koniuszkowe: u osób otyłych, w rozedmie, tamponadzie, zaciskającym zapaleniu osierdzia[1]
- rozlane uderzenie koniuszkowe: w stanach zmienionej anatomii lewej komory lub nieprawidłowej kurczliwości (poszerzony koniuszek serca): tętniak lewej komory, rozstrzeń lewej komory, kardiomiopatia przerostowa z zawężeniem drogi odpływu, blok lewej odnogi pęczka Hisa
- odwrócone uderzenie koniuszkowe: zapadanie się części klatki piersiowej w skurczu wynikające z zablokowania rotacji i wypychania koniuszka serca, występuje w zaciskającym zapaleniu osierdzia; odmianą jest odwrócone uderzenie koniuszkowe (w którym ma miejsce pulsowanie rozkurczowe)
- podwójne uderzenie koniuszkowe jest wyrazem tętna bliźniaczego (pulsus bigeminus)[1].